# Линь Шицзя
Линь Шицзя́ (кит. трад. 林詩嘉, пиньинь Lín Shījiā; род. 20 мая 1993) — тайваньская спортсменка, стрелок из лука, бронзовый призёр летних Олимпийских игр 2016 года в командном первенстве, двукратный призёр чемпионата мира 2015 года, чемпионка летней Универсиады 2015 года, победительница этапов Кубка мира.

## Карьера
Заниматься стрельбой из лука Линь Шицзя начала в 2005 году. На международных турнирах тайваньская лучница дебютировала в 2008 году. В октябре того же года в составе сборной Линь Шицзя стала бронзовым призёром чемпионата мира в возрастной категории до 18 лет, а в личном первенстве стала серебряным призёром, уступив в финале россиянке Татьяне Сегиной. Летом 2011 года тайваньская сборная с Шицзя в составе стала серебряным призёром молодёжного чемпионата мира. С 2013 года Линь стала выступать на этапах Кубка мира. 
В июле 2015 года Линь стала победительницей летней Универсиады в составе женской сборной. На дебютном для себя чемпионате мира Линь стала обладательницей двух серебряных медалей. В миксте тайваньская спортсменка, выступавшая в паре с Го Чжэнвэй в финале уступила корейской паре Ки Бо Бэ и Ку Пон Чхан. В личном зачёте Линь также смогла дойти до финала, где вновь уступила Ки Бо Бэ.
Летом 2016 года Линь Шицзя приняла участие в летних Олимпийских играх в Рио-де-Жанейро. Свою первую олимпийсую награду Линь выиграла в командном турнире. По итогам квалификационного раунда тайваньские лучницы заняли 4-е место, уступив китаянкам одно очко, а сборной России 6. В раунде плей-офф тайваньские лучницы с трудом победили сборную Мексики 5:4, а затем в полуфинале ничего не смогли противопоставить южнокорейским спортсменкам 1:5. В поединке за третье место Линь Шицзя, Тань Ятин и Лэй Цяньин уверенно победили итальянок 5:3 и стали обладательницами бронзовых наград. В квалификации личного турнира Линь заняла девятое место, набрав 651 очко. Уверенно победив в первом раунде Линь неожиданно уступила во втором. В четырёх сетах Шицзя уступила индийской лучнице Бомбайле Деви. В июне 2017 года Линь впервые дошла до финала личного турнира на этапах Кубка мира, но в решающем поединке уступила россиянке Ксении Перовой.